# ГОСТ 28147-89
ГОСТ 28147-89 — радянський і російський стандарт симетричного шифрування, введений в 1990 році, також є стандартом СНД [Архівовано 26 червня 2013 у Wayback Machine.]. Повна назва — «ГОСТ 28147-89 Системи обробки інформації. Захист криптографічний. Алгоритм криптографічного перетворення». Блочний шифроалгоритм. При використанні методу шифрування з гамуванням, може виконувати функції поточного шифроалгоритму.
За деякими відомостями, історія цього шифру набагато давніша. Алгоритм, покладений згодом в основу стандарту, народився, імовірно, в надрах Восьмого Головного управління КДБ СРСР (нині в структурі ФСБ), швидше за все, в одному з підвідомчих йому закритих НДІ, ймовірно, ще в 1970-х роках в рамках проєктів створення програмних та апаратних реалізацій шифру для різних комп'ютерних платформ.
З моменту опублікування ГОСТу на ньому стояв обмежувальний гриф «Для службового користування», і формально шифр був оголошений «повністю відкритим» тільки в травні 1994 року. Історія створення шифру і критерії розробників станом на 2010 рік не опубліковані.
У 2009 році ГОСТ 28147-89 перевиданий в Україні під назвою ДСТУ ГОСТ 28147:2009.

## Опис
ГОСТ 28147-89 — блоковий шифр з 256 — бітовим ключем і 32 циклами перетворення, що оперує 64-бітними блоками. Основа алгоритму шифру — Мережа Файстеля.
Базовим режимом шифрування за ГОСТ 28147-89 є режим простої заміни (визначені також складніші режими гамування, гамування зі зворотним зв'язком і режим імітовставки).
Для зашифрування в цьому режимі відкритий текст спочатку розбивається на дві половини (молодші біти — A, старші біти — B). На i-му циклі використовується з'єднання K i:
{\displaystyle ~A_{i+1}=B_{i}\oplus f(A_{i},K_{i})} ({\displaystyle \oplus } = двійкове «виключаюче або» XOR)
{\displaystyle ~B_{i+1}=A_{i}}
Для генерації підключив вихідний 256-бітний ключ розбивається на вісім 32-бітних блоків: K 1 … K 8
Ключі K9 … K24 є циклічним повторенням ключів K1 … K8 (нумеруються від молодших бітів до старших).
Ключі K25 … K 32 є ключами K1 … K8, що йдуть у зворотному порядку.
Після виконання всіх 32 раундів алгоритму, блоки A33 і B33 склеюються (зверніть увагу, що старшим бітом стає 33, а молодшим — B33) — результат є результат роботи алгоритму.
Розшифрування виконується так само як і зашифрування, але інвертується порядок підключей Ki.
Функція {\displaystyle f(A_{i},K_{i})} обчислюється таким чином:
Ai й Ki складаються по модулю 232.
Результат розбивається на вісім 4-бітових підпослідовностей, кожна з яких надходить на вхід свого вузла таблиці замін (у порядку зростання старшинства бітів), званого нижче S-блоком. Загальна кількість S-блоків ГОСТу — вісім, тобто стільки ж, скільки й підпослідовностей. Кожен S-блок являє собою перестановку чисел від 0 до 15. Перша 4-бітова підпослідовність потрапляє на вхід першого S-блоку, друга — на вхід другого і т. д.
Якщо S-блок виглядає так:
 1, 15, 13, 0, 5, 7, 10, 4, 9, 2, 3, 14, 6, 11, 8, 12 
і на вході S-блоку 0, то на виході буде 1, якщо 4, то на виході буде 5, якщо на вході 12, то на виході 6 і т. д.
Виходи всіх восьми S-блоків об'єднуються в 32-бітове слово, потім все слово циклічно зсувається вліво (до старших розрядів) на 11 бітів.

## Вузли заміни (S-блоки)
Усі вісім S-блоків можуть бути різними. Фактично, вони можуть бути додатковим ключовим матеріалом, але частіше є параметром схеми, загальним для певної групи користувачів. В ГОСТ Р 34.11-94 для цілей тестування наведені такі S-блоки:
| Номер S-блоку | Значення | Значення | Значення | Значення | Значення | Значення | Значення | Значення | Значення | Значення | Значення | Значення | Значення | Значення | Значення | Значення |
| ------------- | -------- | -------- | -------- | -------- | -------- | -------- | -------- | -------- | -------- | -------- | -------- | -------- | -------- | -------- | -------- | -------- |
| 1             | 4        | 10       | 9        | 2        | 13       | 8        | 0        | 14       | 6        | 11       | 1        | 12       | 7        | 15       | 5        | 3        |
| 2             | 14       | 11       | 4        | 12       | 6        | 13       | 15       | 10       | 2        | 3        | 8        | 1        | 0        | 7        | 5        | 9        |
| 3             | 5        | 8        | 1        | 13       | 10       | 3        | 4        | 2        | 14       | 15       | 12       | 7        | 6        | 0        | 9        | 11       |
| 4             | 7        | 13       | 10       | 1        | 0        | 8        | 9        | 15       | 14       | 4        | 6        | 12       | 11       | 2        | 5        | 3        |
| 5             | 6        | 12       | 7        | 1        | 5        | 15       | 13       | 8        | 4        | 10       | 9        | 14       | 0        | 3        | 11       | 2        |
| 6             | 4        | 11       | 10       | 0        | 7        | 2        | 1        | 13       | 3        | 6        | 8        | 5        | 9        | 12       | 15       | 14       |
| 7             | 13       | 11       | 4        | 1        | 3        | 15       | 5        | 9        | 0        | 10       | 14       | 7        | 6        | 8        | 2        | 12       |
| 8             | 1        | 15       | 13       | 0        | 5        | 7        | 10       | 4        | 9        | 2        | 3        | 14       | 6        | 11       | 8        | 12       |

Цей набір S-блоків використовується в криптографічних додатках ЦБ РФ.
У тексті стандарту вказується, що поставка заповнення вузлів заміни (S-блоків) проводиться в установленому порядку, тобто розробником алгоритму. Спільнота російських розробників СКЗИ погодила використовувані в Інтернеті вузли заміни, див. RFC 4357.

## Переваги ГОСТу
- Безперспективність атаки повного перебору (XSL-атаки в облік не беруться, оскільки їх ефективність на цей час повністю не доведена);
- Ефективність реалізації й відповідно високу швидкодію на сучасних комп'ютерах.
- Наявність захисту від нав'язування помилкових даних (вироблення імітовставки) і однаковий цикл шифрування у всіх чотирьох алгоритмах ГОСТу.

## Криптоаналіз
У травні 2011 року відомий криптоаналітик Ніколя Куртуа довів існування атаки на даний шифр, що має складність у 28 (256) разів менше складності прямого перебору ключів за умови наявності 264 пар відкритий текст / закритий текст. Дана атака не може бути здійснена на практиці через занадто високу обчислювальну складність.

## Критика ГОСТу
Основні проблеми ГОСТу пов'язані з неповнотою стандарту в частині генерації ключів і таблиць замін. Вважається, що у ГОСТу існують «слабкі» ключі і таблиці замін, але в стандарті не описуються критерії вибору і відсіву «слабких». Також стандарт не специфікує алгоритм генерації таблиці замін (S-блоків). З одного боку, це може бути додатковою секретною інформацією (крім ключа), а з іншого, піднімає ряд проблем:
- Не можна визначити криптостійкість алгоритму, не знаючи заздалегідь таблиці замін;
- Реалізації алгоритму від різних виробників можуть використовувати різні таблиці замін і можуть бути несумісні між собою;
- Можливість навмисного надання слабких таблиць замін органами, що проводять ліцензування;
- Потенційна можливість (відсутність заборони в стандарті) використання таблиць заміни, в яких вузли не є перестановками, що може привести до надзвичайного зниження стійкості шифру.